# Eparchia San Francisco i zachodniej Ameryki
Eparchia San Francisco i zachodniej Ameryki – jedna z ośmiu eparchii Rosyjskiego Kościoła Prawosławnego poza granicami Rosji. Funkcje jej katedry spełnia sobór Ikony Matki Bożej „Wszystkich Strapionych Radość” w San Francisco, zaś jej obecnym zwierzchnikiem jest arcybiskup Cyryl.
Eparchia dzieli się na trzy dekanaty:
- Dekanat San Francisco
- Dekanat północny
- Dekanat południowy.

Eparchia obejmuje stany Alaska, Arizona, Kolorado, Hawaje, Idaho, Nevada, Nowy Meksyk, Kalifornia, Oregon, Utah oraz Waszyngton. Posiada również placówki duszpasterskie w Meksyku. Podlegają jej cztery monastery: Chrystusa Zbawiciela w Vashon Island (męski), św. Sylwana z Atosu w Sonorze (męski), św. Paisjusza w Safford (żeński) oraz Trójcy Świętej w mieście Meksyk (męski).

## Ordynariusze
- Apolinary (Koszewoj), 1926–1927
- Teofil (Paszkowski), 1935–1946
- Tichon (Troicki), 1946–1963
- Jan (Maksimowicz), 1963–1966
- Nektariusz (Koncewicz), 1966–1968 (locum tenens)
- Antoni (Miedwiediew), 1968–2000
- Cyryl (Dmitrijew), od 2000